# Maechidius antennalis
Maechidius antennalis är en skalbaggsart som beskrevs av Blackburn 1898. Maechidius antennalis ingår i släktet Maechidius och familjen Melolonthidae. Inga underarter finns listade i Catalogue of Life.